# Cañas (Tarija)
Cañas ist eine Ortschaft im Departamento Tarija im südamerikanischen Anden-Staat Bolivien.

## Lage im Nahraum
Cañas ist zentraler Ort des Kanton Cañas im Municipio Padcaya in der Provinz Aniceto Arce. Die Ortschaft liegt auf einer Höhe von 2054 m an der Mündung des Quebrada de Cañas in den Río Camacho, der 37 Kilometer weiter flussabwärts an der Stadt Valle de Concepción vorbeifließt und in den Río Guadalquivir mündet, der weiter unterhalb den Namen Río Tarija trägt.

## Geographie
Cañas liegt im südlichen Bolivien an den Ostabhängen der östlichen Anden-Gebirgskette am Übergang zum bolivianischen Tiefland.
Die mittlere Durchschnittstemperatur der Region liegt bei 13,5 °C (siehe Klimadiagramm Padcaya), die monatlichen Durchschnittswerte schwanken zwischen 9 °C im Juni und Juli und 17 °C im Dezember und Januar. Der Jahresniederschlag beträgt 630 mm, bei einer ausgeprägten Trockenzeit von Mai bis September mit Monatsniederschlägen unter 10 mm und einer Feuchtezeit von Dezember bis Februar mit Monatsniederschlägen deutlich über 100 mm.

## Verkehrsnetz
Cañas liegt in einer Entfernung von 61 Straßenkilometern südlich von Tarija, der Hauptstadt des Departamentos.
Von der Tarija aus führt die asphaltierte Nationalstraße Ruta 1 nach Südosten in Richtung auf die Städte Padcaya und Bermejo. Nach siebzehn Kilometern zweigt von der Hauptstraße eine asphaltierte Landstraße nach Westen ab, überquert nach fünf Kilometern das Tal des Río Guadalquivir und erreicht nach drei Kilometern die Ortschaft Valle de Concepción. Von dort führt eine unbefestigte Landstraße in südwestlicher Richtung und erreicht über Chocloca, Juntas und Chaguaya nach weiteren 39 Kilometern die Ortschaft Cañas und führt von dort weiter nach Camacho.

## Bevölkerung
Die Einwohnerzahl der Ortschaft ist in den vergangenen beiden Jahrzehnten um etwa die Hälfte angestiegen:
| Jahr | Einwohner | Quelle       |
| ---- | --------- | ------------ |
| 1992 | 224       | Volkszählung |
| 2001 | 325       | Volkszählung |
| 2012 | 366       | Volkszählung |
| 2024 |           | Volkszählung |